# دولورس كندريك
دولورس كندريك (بالإنجليزية: Dolores Kendrick)‏ هي كاتِبة وشاعرة أمريكية، ولدت في 7 سبتمبر 1927 في واشنطن العاصمة في الولايات المتحدة، وتوفيت في 7 نوفمبر 2017.